# Haiphongský tajfun 1881
Haiphongský tajfun 1881 byl tropickou cyklónou, která na přelomu září a října 1881 zasáhla Filipíny a jihovýchodní Asii. Jedná se o jednu z nejhorších přírodních katastrof ve zdokumentované historii, počet obětí je odhadován na více než 300 000. Z tropických cyklón si více obětí vyžádal pouze cyklón Bhola, který v roce 1970 zdevastoval Bangladéš. Obzvláště těžce bylo poškozeno vietnamské město Haiphong s okolím, kde zahynulo až 300 000 lidí. Dalších 10 000 až 20 000 lidí zahynulo na Filipínách.

## Haiphong a Tonkinský záliv
Tonkinský záliv je jednou z frekventovaných tras, kudy západopacifické tajfuny míří k asijské pevnině. Touto cestou se poté, co přešel přes Filipíny, ubíral i ničivý tajfun z přelomu září a října 1881. 
Město Haiphong leží zhruba 10 km od pobřeží Tonkinského zálivu, v deltě Rudé řeky. S mořem jej spojuje přístupový kanál. V roce 1881, kdy tajfun udeřil, zde Francouzi, kteří oblast obsadili v roce 1874, teprve vysušovali močály a budovali přístav. I přes míru destrukce, způsobenou tajfunem, práce pokračovaly. Dnešní Haiphong udává jako rok svého vzniku 1888, kdy mu Francouzi přidělili statut města.

## Meteorologická historie
Přesné údaje o síle tajfunu nejsou známy, podobně jako u dalších cyklón před 20. stoletím. Ze záznamů však vyplývá, že tajfun se zformoval východně od Filipín, a když 30. září zasáhl Luzon, měl již sílu způsobit značné škody a narušit chod společnosti. V Jihočínském moři znovu zesílil a 5. října 1881 vstoupil nad pevninu v těsné blízkosti severovietnamského města Haiphong.
Nejnižší atmosférický tlak 957 mbar byl naměřen na lodi SS Fleurs Castle, která se v Jihočínském moři ocitla přímo v oku tajfunu. Naměřený tlak, při srovnání s údaji doloženými pro tajfuny z moderní doby, by odpovídal rychlosti přetrvávajících větrů (10min průměr) 80–100 uzlů, tedy 146–185 km/h, tedy tajfunu podle kategorizace Japonské meteorologické agentury, nebo kategorii 2 či 3 na Saffirově–Simpsonově stupnici.
Na čínském parníku Kang-chi přímo v Haiphongu byl 5. října naměřen atmosférický tlak 995 mbar a síla větrů se pohybovala mezi stupni 9 až 11 na Beaufortově stupnici.

## Dopady
| Pořadí            | Jméno/Rok      | Oblast    | Oběti   |
| ----------------- | -------------- | --------- | ------- |
| 1                 | Bhola 1970     | Bangladéš | 500 000 |
| 2                 | Indie 1737     | Indie     | 300 000 |
| 2                 | Haiphong 1881  | Vietnam   | 300 000 |
| 4                 | Nina 1975      | Čína      | 229 000 |
| 5                 | Bangladéš 1991 | Bangladéš | 138 866 |
| 6                 | Nargis 2008    | Barma     | 138 373 |
| Zdroje: NOAA, MDR |                |           |         |

Počet obětí tajfunu v okolí Haiphongu dosáhl až 300 000, a to jsou pouze přímě oběti živlu. Další lidé pravděpodobně umírali v důsledku nemocí a nedostatku potravy v krajině zdevastované tajfunem.
Na Filipínách (tehdy součást Španělské Východní Indie) zemřelo 10 000 – 20 000 lidí. Jde tak o nejsmrtonosnější tajfun ve filipínské historii, zemřelo při něm 2 až 3krát více lidí, než při tajfunu Haiyan z roku 2013, který byl nejhorší katastrofou v moderních dějinách Filipín.
S celkovým počtem více než 300 000 obětí jde o jednu z nejhorších přírodních katastrof v lidských dějinách. Mezi tropickými cyklónami je tento tajfun uváděn obvykle jako třetí nejsmrtonosnější cyklóna po cyklónu Bhola, který v roce 1970 zdevastoval Bangladéš (tehdejší Východní Pákistán) a vyžádal si více než 500 000 obětí a cyklónu, který v roce 1737 zasáhl Západní Bengálsko a vyžádal si zde také kolem 300 000 obětí.
Studie z roku 2012 však vysoký počet obětí V Haiphongu a okolí zpochybňuje s poukazem na to, že Haiphong byl před příchodem Francouzů v roce 1874 pouze malým městečkem s trhy a rybářským průmyslem. Po roce 1885 byl Haiphong již rozvíjejícím se přístavním městem, ale počet obyvatel podle sčítání  roku 1897 činil pouze 18 480. Autoři studie se domnívají, že udávaný vysoký počet obětí může být výsledkem opakovaně přebírané chyby, kdy počet obětí je zaměněn s vyčíslenými škodami: kniha The Typhoons of the Chinese Seas in the Year 1881 (Dechevrens, 1882) obsahuje úryvky ze saigonského deníku L’Ere Nouvelle citující dopisy obyvatel Haiphongu, které zmiňují 3000 utopených a škody na rýžových polích ve výši 300 000 dolarů.

## Následky
Ničivost tajfunu v době vstupu nad pevninu u Haiphongu umocnilo to, že se na své cestě do Tonkinského zálivu vyhnul Chaj-nanu, jehož přechod tajfuny vstupující do Tonkinského zálivu obvykle oslabuje.  Podobná událost nebyla od roku 1881 zaznamenána, analýzy však ukazují, že dříve či později se to opět stane.  Vietnamská vláda proto učinila v oblasti opatření pro případ příchodu dalšího silného tajfunu. Haiphong disponuje systémem ochranných hrází a valů, vietnamská meteorologická služba vydává varování před tajfuny i povodněmi, připraveny jsou evakuační plány. Haiphong však stále slouží jako významný přístav, silný tajfun by tedy nevyhnutelně poškodil zdejší ekonomiku.